# Torneo de París 2014
El Open GDF Suez 2014 fue un evento de tenis WTA Premier en la rama femenina. Se disputó en París (Francia), en el complejo Stade Pierre de Coubertin y en cancha dura indoor, haciendo parte de un par de eventos que hacen de antesala a la gira norteamericana de Cemento, entre el 27 de enero y el 1 de febrero del 2014 en los cuadros principales femeninos, pero la etapa de clasificación se disputó desde el 25 de enero.

## Cabezas de serie

### Individuales femeninos
| Tenista              | Ranking | Preclasificada |
| María Sharápova      | 3       | 1              |
| Sara Errani          | 7       | 2              |
| Angelique Kerber     | 9       | 3              |
| Simona Halep         | 11      | 4              |
| Roberta Vinci        | 12      | 5              |
| Ana Ivanovic         | 14      | 6              |
| Carla Suárez Navarro | 16      | 7              |
| Kirsten Flipkens     | 19      | 8              |

### Dobles femeninos
| Tenista                                  | Ranking | Preclasificada |
| Sara Errani Roberta Vinci                | 2       | 1              |
| Andrea Hlaváčková Lucie Šafářová         | 28      | 2              |
| Kristina Mladenovic Galina Voskoboeva    | 47      | 3              |
| Anna-Lena Grönefeld Mirjana Lučić-Baroni | 51      | 4              |

## Campeonas

### Individuales femeninos
Anastasiya Pavliuchenkova venció a  Sara Errani por 3-6, 6-2, 6-3

### Dobles femenino
Anna-Lena Grönefeld /  Květa Peschke vencieron a  Tímea Babos /  Kristina Mladenovic por 6-7(7), 6-4, [10-5]